# Crotalaria barnabassii
Crotalaria barnabassii är en ärtväxtart som beskrevs av Baker f.. Crotalaria barnabassii ingår i släktet sunnhampor, och familjen ärtväxter. Inga underarter finns listade i Catalogue of Life.